# Giacomo Libera
Giacomo Libera (Varese, 7 ottobre 1951) è un ex calciatore italiano, di ruolo attaccante.

## Carriera

### Club
Crebbe tra le file del Varese, poi Verbania e Como. Tornò a Varese e, militante nel campionato di Serie B, ottenne la promozione in Serie A.
L'Inter lo soffiò ai cugini del Milan per 800 milioni ma, anche a causa di un grave infortunio ai legamenti del ginocchio e l'amore per la vita notturna, non espresse completamente le proprie potenzialità.
Si trasferì, sempre nel massimo campionato, all'Atalanta, dove non riuscì ad imporsi e scese nuovamente nel campionato cadetto dove, dopo un'annata tra le file del Foggia, concluse la propria carriera con la casacca del Bari.

### Dopo il ritiro
Attualmente vive a Casamassima (BA), dove dirige una ditta nel settore dell'abbigliamento.

## Palmarès

### Club

#### Competizioni nazionali
- Serie B: 2

Varese: 1969-1970, 1973-1974